# Euconnus rutilipennis
Euconnus rutilipennis är en skalbaggsart som först beskrevs av Müller och Kunze 1822.  Euconnus rutilipennis ingår i släktet Euconnus, och familjen glattbaggar. Enligt den finländska rödlistan är arten nationellt utdöd i Finland. Arten är reproducerande i Sverige.

## Bildgalleri

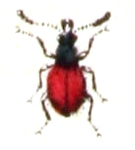